# قليتش أباد (درونغر)
قليتش أباد (بالفارسية: قلیچ‌آباد) هي قرية تقع في إيران في قسم درونغر الريفي. يقدر عدد سكانها بـ 253 نسمة .